# 小行星1798
小行星1798（1798 Watts）是一颗围绕太阳公转的小行星。1949年4月4日，印第安纳大学在摩根县发现了此天体。
該小行星以美國天文學家切斯特·伯利·沃茨命名。
这颗小行星的绝对星等为4.13211等。